# Hellighed
Hellighed er det at være hellig. Begrebet bruges om noget der er sat til side. Dette er ofte nært forbundet med en gud eller spiller en væsentlig rolle for religiøse handlinger eller ceremonier, men kan også bruges til at beskrive ikke-religiøse personer, ting eller steder.
Ordet kan også bruges nedsættende om mennesker, der i egen vurdering er nærmere på det guddommelige end andre. Når ordet bruges uvenligt på denne måde, betyder det nærmest selvgod eller selvretfærdig.
"At Hellige sig" er en form af ordet hvor man gør sig selv klar f.eks gennem en renselse som den f.eks er beskrevet i mosebøgerne. Forskellige religioner har forskellige renselsesregler for at hellige sig før en højtid eller før bøn. Noget mere dagligdags kan være at man helliger sig måltidet idet man vasker hænder før man spiser.
| Religion | Spire Denne religionsartikel er en spire som bør udbygges. Du er velkommen til at hjælpe Wikipedia ved at udvide den. |